# Iohanisfeld

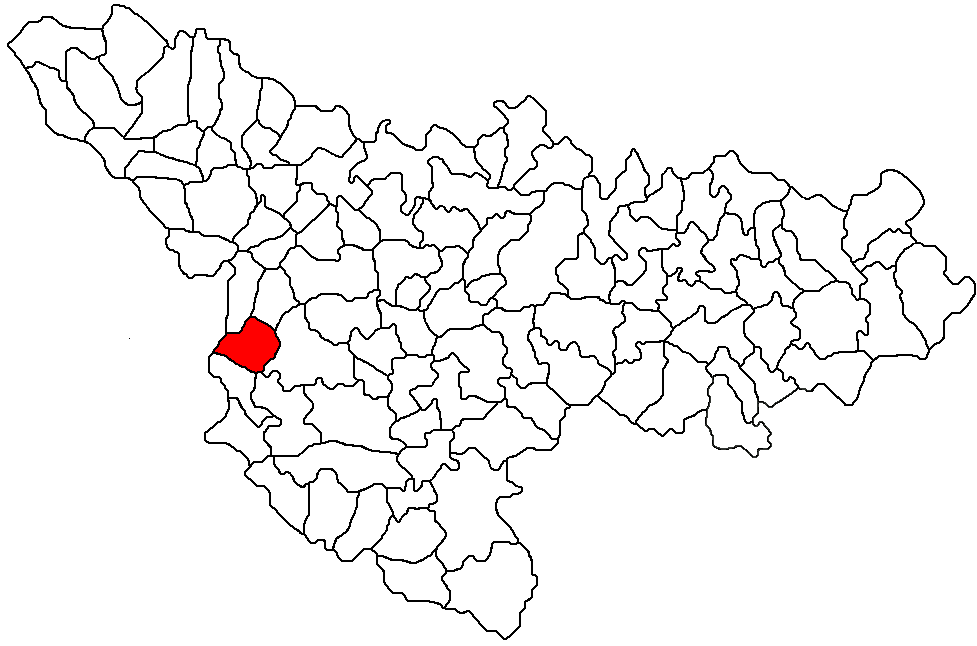
Lage von Iohanisfeld in Timis

Iohanisfeld (1924 Ionești, später Ionel, deutsch Johannisfeld, ungarisch Jánosföld) ist ein Dorf im Kreis Timiș, Banat, Rumänien. Iohanisfeld gehört zur Gemeinde Otelec.

## Lage
Iohanisfeld liegt im Südwesten Rumäniens, in 73 Metern Höhe, zwischen der Bega und der Temesch, 4 km von der serbischen Grenze entfernt, an der Nationalstraße DN59B Cărpiniș-Deta. Iohanisfeld ist Endstation der Bahnstrecke Cărpiniș–Ionel.

## Etymologie
Bei der Gründung erhielt die Ortschaft den Namen Johannisfeld nach dem Ortsgründer Johann Buttler. Diesen Namen trug sie bis zur Dreiteilung des Banats infolge des Vertrags von Trianon vom 4. Juni 1920, als zwei Drittel des Banats Rumänien einverleibt wurden. 1924 erhielt Johannisfeld zunächst den amtlichen Namen Ionești, der bald darauf aus mangelnder Akzeptanz in der Bevölkerung in Ionel umbenannt wurde. Heute trägt die Ortschaft die offizielle Bezeichnung Iohanisfeld. Der Bahnhof trägt nach wie vor den Namen Ionel.

## Nachbarorte
| Hetin       | Otelec                                      | Sânmartinu Sârbesc |
| Novi Itebej | Kompassrose, die auf Nachbargemeinden zeigt | Ivanda             |
| Međa        | Foieni                                      | Giulvăz            |

## Geschichte
Nach dem Frieden von Passarowitz am 21. Juli 1718 wurde das Banat nach 164 Jahren Türkenherrschaft der Habsburgermonarchie angeschlossen und als kaiserliche Kron- und Kammerdomäne der Wiener Reichsregierung unterstellt. Es begann die habsburgische Kolonisierung des Banats durch die sogenannten Schwabenzüge.
Johannisfeld wurde aufgrund eines im März 1805 geschlossenen Vertrages im Jahre 1806 als Binnensiedlung, durch Zuzug aus den umliegenden Dörfern gegründet, und war 75 jahrelang Gemeindesitz.
Infolge des österreichisch-ungarischen Ausgleichs im Februar 1867 kam das Banat innenpolitisch unter ungarische Verwaltung. Es setzte eine gewaltige Magyarisierungswelle ein, die zu Beginn des 20. Jahrhunderts ihren Höhepunkt erreichte.
Am 4. Juni 1920 wurde das Banat infolge des Vertrags von Trianon dreigeteilt. Der größte, östliche Teil, zu dem auch Johannisfeld gehörte, fiel an Rumänien.
Infolge des Waffen-SS Abkommens vom 12. Mai 1943 zwischen der Antonescu-Regierung und Hitler-Deutschland wurden alle deutschstämmigen wehrpflichtigen Männer in die deutsche Armee eingezogen.
Noch vor Kriegsende, im Januar 1945, fand die Deportation aller volksdeutschen Frauen zwischen 18 und 30 Jahren und Männer im Alter von 16 bis 45 Jahren zur Aufbauarbeit in die Sowjetunion statt.
Das Bodenreformgesetz vom 23. März 1945, das die Enteignung der deutschen Bauern in Rumänien vorsah, entzog der ländlichen Bevölkerung die Lebensgrundlage. Der enteignete Boden wurde an Kleinbauern, Landarbeiter und Kolonisten aus anderen Landesteilen verteilt. Anfang der 1950er Jahre wurde die Kollektivierung der Landwirtschaft eingeleitet.
Durch das Nationalisierungsgesetz vom 11. Juni 1948, das die Verstaatlichung aller Industrie- und Handelsbetriebe, Banken und Versicherungen vorsah, fand die Enteignung aller Wirtschaftsbetriebe unabhängig von der ethnischen Zugehörigkeit statt.
Da die Bevölkerung entlang der rumänisch-jugoslawischen Grenze von der rumänischen Staatsführung nach dem Zerwürfnis Stalins mit Tito und dessen Ausschluss aus dem Kominform-Bündnis als Sicherheitsrisiko eingestuft wurde, erfolgte am 18. Juni 1951 die Deportation „von politisch unzuverlässlichen Elementen“ in die Bărăgan-Steppe unabhängig von der ethnischen Zugehörigkeit. Die rumänische Führung bezweckte zugleich den einsetzenden Widerstand gegen die bevorstehende Kollektivierung der Landwirtschaft zu brechen. Als die Bărăganverschleppten 1956 heimkehrten, erhielten sie die 1945 enteigneten Häuser und Höfe zurückerstattet. Der Feldbesitz wurde jedoch kollektiviert.
Erst nach der territorial-administrativen Umstrukturierung Rumäniens von 1967 wurde der Gemeindesitz nach Uivar verlegt. Heute gehört Iohanisfeld zur Gemeinde Otelec.

## Kultur
Kirche
Die Johannisfelder Ansiedler waren römisch-katholischer Religion, 1826 wurde die Johannisfelder Pfarrei gegründet. Ein Jahr später erfolgte der Baubeginn der Kirche. Nach mehrjähriger Bauunterbrechung wurde sie im November 1833 vom Sarcaer Erzpriester August Classovits eingeweiht. 1846 wurde der Orgelbau vollendet. Leider ist die Kirche in einem sehr schlechten Zustand und kurz vor dem Verfall. Die Glocke wurde viele Jahre von einer der letzten 6 katholischen Familien im Dorf geleutet. Leider ist sie aber mittlerweile verstummt.
Schule
Das erste Schulgebäude wurde 1807 an der Stelle der heutigen Schule erbaut. Bis 1898 war die Unterrichtssprache deutsch, danach bis zum Ersten Weltkrieg ungarisch und nach 1920 wieder deutsch. Nach der Schulreform von 1848 wurde auch eine rumänische Abteilung eingerichtet. Später, als die deutsche Schülerzahl wegen Abwanderung stetig sank, wurde der deutschsprachige Unterricht auf die Grundschule (1.–4. Klasse) eingeschränkt, um in den 1990er Jahren zur Auflösung der deutschen Schule zu führen.
Bauwerke
Zu den wichtigen Bauwerken in Johannisfeld zählen die 1807 erbaute Schule, die 1827–1833 errichtete Kirche, das Pfarrhaus von 1841, das 1863 erbaute Gemeindehaus, das 1937 zu Ehren der Gefallenen des Ersten Weltkrieges eingeweihte Kriegerdenkmal, sowie das Bahnhofsgebäude und die Mühle.

## Demografie
Johannisfeld galt bis nach dem Zweiten Weltkrieg als deutsche Gemeinde. Von den 1753 Einwohnern im Jahre 1941 waren 1717 Deutsche, 24 Rumänen, 10 Ungarn und zwei Serben. Im November 1993 lebten nur noch 26 Personen deutscher Nationalität im Ort.